# 실증사관
실증사관(實證史觀, 영어: empirical history)은 역사적 자료에 충실하는 동시에 사료 내용을 편견이나 선입견 등 기타 종교관에 사로잡히지 않고 끝까지 객관적으로 서술하는 방법을 포함해서, 엄격한 사료 비판과 사실(정확한 사료)에 충실한, 있는 그대로의 서술을 강조하는 역사 연구 방법론 또는 사관(史觀)이다. 용어 자체는 대정민주시대 당시 일본에서 만들어졌다.
20세기 이후, 실증적으로 동원되는 모든 근거를 갖고 행해지는 역사 연구 방법이란 뜻으로 일컬어지는 현대적 실증사관은 근대적 실증사관이 갖는 확증편향성과 부분 편취의 위험성을 해소한 형태이며, 오늘날은 극소수의 사관을 제외하면 대부분의 사관에게 있어서 보편적인 방법론의 하나로 채택하기 때문에 사실상 독립된 또는 특수한 사관을 일컫는 말로 쓰이지 않는다. 하지만 이러한 실증사관의 뼈대가 되는 19세기에 등장한 초기 실증사학은 객관성을 넘어서 지배자 시점 위주의 연구 방법, 사료 해석 및 비판 중심주의 등, 특수한 특성을 갖고있기 때문에 사관으로 분류되었으나, 19세기 이후에는 객관적인 역사해석을 위한 다양한 역사해석 방법론의 등장으로 인하여 보편적인 역사해석 방법론의 하나로 한정되고 있다.

## 역사와 관련 철학
실증사학의 시초는 1820년대부터 부각한 독일의 역사학자인 레오폴트 폰 랑케(Leopold von Ranke, 1795 ~ 1886)의 역사 서술 방법으로 보고있다.
랑케가 저술한 《세계사》에 따르면 개별자는 다른 개별자와 관련성을 맺고, 관련성이 계속해서 확장됨으로써 궁극적으로는 전체성에 대한 인식에 도달할 수 있다. 이런 점에서 그의 역사관은 사실상 헤겔의 역사주의적 역사관과 닮았으며, 실제로 헤겔의 역사 이론을 상당 부분 담습했다. 그는 "사물들의 신적인 질서"는 세계사라는 대상의 통일성으로 구현되며, 이러한 철학적 전제에 입각해서 언어학이 보편사적 진리에 이르는 길이 열릴 수 있다고 봤다. 따라서 그가 말하는 진리는 보편적으로 증명되고, 변증되고 확립되는 '지식'이기 때문에 절대적인 진리라고 볼 수 없다. 하지만 그는 절대적인 진리나 보편사적 진리는 오직 신만이 알 수 있고, 인간은 그런 것을 최대한 정확히 분석하여 진리에 가깝게 수용 또는 분석해야 한다고 주장했다.
랑케는 개체적 사실들의 연관을 발전으로 파악했으며, 그 발전의 양상은 구체적으로 지배적 이념을 통해 나타난다고 생각했다. 그는 역사는 어디까지나 인간의 역사로 서술돼야 하기 때문에, 일정한 시기에 정치, 경제, 사회, 문화의 주도권을 쥐고 역사를 움직여나간 인간집단이 누구였는가를 찾아내서 그들을 중심으로 역사를 연구해야 한다고 주장함과 더불과 역사가는 역사적 사실을 알리는 역할만 해야 한다고 주장했다. 이러한 객관주의적 역사 방법론은 당시엔 '객관적 사료에 의한 역사 서술법'이라고 불렸으며, 이 방법론이 일본으로 건너간 후엔 '실증사학'이라는 이름이 붙여졌다. 랑케는 이러한 사상을 기반으로 근대적인 사학을 확립시켰고, 얼마 안가 근대 역사학의 대표 방법론으로 남게된다. 그러나 랑케의 사학이 곧 실증사학이라고 명명한 일본의 입장에는 오류가 존재한다.실증주의 사학에서는 검증된 자료 하나하나가 결국은 과학 법칙을 세우기 위한 자료가 된다고 본다. 그러나 '역사의 모든 순간은 신과 직결되어 있다.'는 그의 말로 미루어 볼 때, 랑케는 어떤 역사 사건들이 자료로 검증되었다 할지라도 그것들이 역사의 발전 방향을 귀납적으로 일반화할 수 있는 실증주의적 사례라고 본 것은 아니기 때문이다. 랑케 사학,그리고 랑케의 뒤를 이은 역사주의적 역사학의 인식론은 자연 과학과 달리 역사 서술이 개별적 사건의 고유성과 독특성을 중시하는 개체 기술적 학문이라는 전제에서 출발하므로 이를 일본이,나아가 동아시아에서 실증사관 혹은 실증주의적 사관이라 함은 랑케의 사관의 특징을 간과한 잘못된 명칭이라 할 수 있다.

## 개념
실증사학의 특징은 연구 방법의 실증을 중시했다는 점이다. '실증'이란 실제적인 증거라는 의미이므로, 실증사학은 역사를 연구함에 있어서 실증적 방법에 의해 증명된 근거들을 갖고 객관적으로 분석하여 최종 평가한다는 의미를 갖고있는 것이다.
실제로 실증사학 연구 방법론에 들어갈 때, 가장 중시되는 근거로는 문헌자료이다. 하지만 모든 문헌자료를 연구의 기반으로 삼는 것은 아니다. 문헌자료중 위서(僞書)가 존재할 수 있기 때문에 이들은 그 무엇보다도 '정확한 문헌자료'를 원한다. 따라서 정확한 문헌을 기반으로 역사를 평가하기 위해서 여러 사료들을 놓고 동시적으로 연구함으로 정확한 문헌자료를 찾아내어 사료비판을 시도한다.
그러나 모든 실증사학자들의 연구 방법이 같은 것은 아니다. 실증사학 연구 방법론은 크게 '사실해명중시' 또는 '사료비판중시'로 나뉜다. 사료비판중시 방법론은 이미 드러나있는 정확한 사료를 통해서 연역적 추론으로 역사를 분석하는 방법이다. 사실해명중시는 사료비판보다는 사료 외의 고고학적 근거, 기타 비사료적 요소로 발견적 또는 귀납적 추론으로 역사를 분석하는 방법이다. 또는 이 둘을 모두 중시하는 유형도 존재한다.
그리고 모든 실증사학에 적용되는 공통점이 존재하는 데, 첫째로 개별적 사실을 객관적으로 평가하여 단순 기술하는 것을 목표로 했다는 점, 둘째로 시간의 선후 관계를 정확히 규명하여, 해당 시기에 일어난 역사적 또는 정치적 변동과 일치하는 역사적 해석을 주로 택한다는 점이다. 셋째로, 어떠한 역사-시간적 공간안에 존재하는 피지배층보다 지배층의 입장을 중시했다는 점이다. 이들은 세계가 근대주의를 받아들이기 전에 기본적으로 군주제 또는 기타 전근대적 요소를 포함하는 통치 체제가 보편적이라는 것을 전제로하여 지배층의 행동 양식 또는 그들의 역사를 연구의 목적이 되는 해당 역사구간 연구에 대한 중점 연구 요소로 삼았다는 것이다.

## 대한민국의 실증사관
대한민국의 실증사관은 일제강점기 당시 19세기 일본의 실증사관에 영향을 받아 형성된 한 흐름으로 사료 비교대조 및 비판,·해석을 강조하는 역사연구이다. 대표적 학자는 이병도(李丙燾), 김상기(金庠基), 이상백(李相伯)등이다. 일제강점기 당시 활약한 한인 실증사학자들은 주로 일본 대학 교육을 받은 자들이었으며, 주관적 해석, 특정 사관을 배격하고 자료 그대로의 해석 및 비판만을 강조했다는 점에서 그들의 연구는 정확도가 높다는 평을 받았지만, 동시에 식민사관의 영향도 받아 민족사적인 연구를 진행하지 못하고, 일본의 제국주의적 학풍을 따라갔다는 비판도 존재한다.
이들은 1934년 진단학회를 만들어 일본인 역사학자들과 학문적 경쟁을 했으나, 진단학회의 역사 연구 방법론은 사실상 일본식 식민주의 역사 방법론을 담습한 것이었기 때문에 식민지 상황에서 민족 해방이라는 특수한 관점에서 역사를 비판, 연구하기엔 역부족이었다. 진단학회의 역사 연구 방법론은 해방 후 오늘날까지도 이어지고 있다.

## 같이 보기
- 교회사관
- 역사철학
- 역사주의